# حربة (حجة)

تعديل مصدري - تعديل

حربة هي إحدى قرى عزلة المعمري بمديرية حجة التابعة لمحافظة حجة، بلغ تعداد سكانها 307 نسمة حسب تعداد اليمن لعام 2004.